# Чорноморська (станція)
Чорномо́рська (колишня назва Кошкове) — вузлова сортувальна залізнична станція Одеської дирекції Одеської залізниці на перетині трьох ліній Раухівка — Чорноморська, Чорноморська — Берегова та Чорноморська — Одеса-Пересип між станціями Кремидівка (10 км) та Буялик (10 км). Від станції бере початок гілка до станції Берегова (завдовжки 37 км). Розташована поблизу села Старі Шомполи Одеського району Одеської області.

## Історія
Станція відкрита 1937 року, у складі залізниці Куяльник — Колосівка (відкритої 1914 року). Мала первинну назву — Кошкове.  
1971 року станцію  електрифіковано змінним струмом (~25 кВ) у складі дільниці Колосівка — Одеса-Сортувальна.
На початку 1980-х років від станції було прокладено гілку до новозбудованого Морського торговельного порту «Південний». Сучасна назва вживається з кінця 1980-х років.
2015 року можливості гілки до вантажної станції Берегова було розширено за рахунок побудови другої колії.

## Пасажирське сполучення
На станції зупиняються приміські електропоїзди Колосівського напрямку. До 25 жовтня 2020 року на станції здійснював зупинку пасажирський поїзд «Таврія» сполученням Запоріжжя — Одеса (після скасування рух поїзда не відновлено).